# 佳能EOS R1

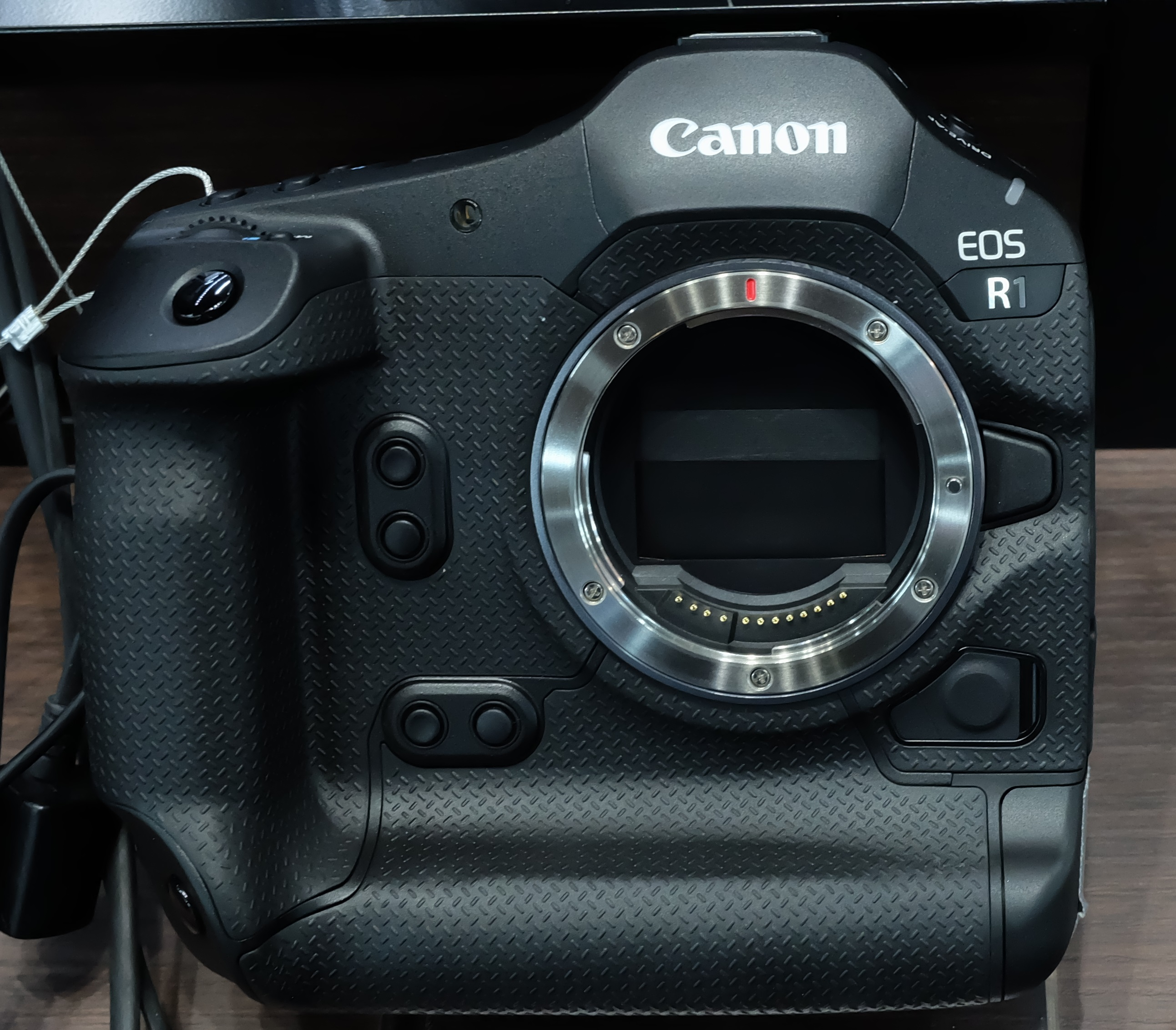
佳能EOS R1机身

佳能 EOS R1是佳能于 2024 年 7 月推出的一款旗舰级全画幅无反相机。属于EOS R 系列。与EOS R5 Mark II同步推出，作为EOS R 系列首款背照堆栈式无反机型，其搭载了佳能双处理器协同（DIGIC X 处理器+DIGIC Accelerator加速处理器）并组成Accelerated Capture 加速捕获系统与应用深度学习技术。搭配2420 万全画幅背照堆栈式 CMOS 图像传感器。常用感光度范围 ISO 100-102400（可扩展至 ISO 409600），结合神经网络降噪技术。

## 视频性能

### 6K 视频内录
EOS R1支持全画幅无裁切 6K 60P RAW 内录（2600Mbps），以及 4K DCI 120P（450Mbps）、2K DCI 240P（250Mbps）等高帧率格式，成为首款支持 2K DCI 的 EOS 相机。

### 支持专业色彩管理
EOS R1兼容 CINEMA EOS 电影系统的自定义图像设置，内置 Canon Log 2/3，支持 BT.709、HDR PQ 等标准，可直接输出适用于后期调色的高动态范围影像。

### 主动散热优化
EOS R1机身底部及侧面采用石墨片与铝板散热结构，解决同系列机型EOS R5存在录像时具有过热问题。配合双 CFexpress Type-B 卡槽的高速写入能力，可实现 6K 30P 连续录制超过 120 分钟。